# ISPF
ISPF (Interactive System Productivity Facility) es un conjunto de herramientas para el sistema operativo z/OS de la empresa IBM (MVS, OS/390) en las computadoras IBM Mainframe. Incluye un editor de pantalla, la interfaz de usuario fue comercializada a finales de los años 1980, incluyendo SPFPC.
Principalmente provee, a terminales y emulaciones IBM 3270, de una interfaz con menús y diálogos para ejecutar herramientas de sistema bajo TSO. Frecuentemente es utilizado para manipular archivos por medio de su utilidad PDF (Program Development Facility).
El ISPF es ampliable y muy a menudo es utilizado como interfaz para otros programas de aplicación. Muchos productos vendidos para el sistema operativo MVS utilizan los menús de ISPF para acceder a sus herramientas.